# Lino Deodato Rodrigues de Carvalho
Lino Deodato Rodrigues de Carvalho (São Bernardo das Russas, 23 de setembro de 1826 — Aparecida, 19 de agosto de 1894) foi um sacerdote católico e nono bispo de São Paulo.
Era filho de Joaquim José Rodrigues de Carvalho e de Alexandrina Rodrigues de Carvalho. Seu nome foi eternizado na principal avenida de sua cidade natal, Russas, no interior do Ceará.

## Estudos
Seus pais eram professores e com eles teve os primeiros estudos. Em 1848 partiu para Olinda, sede do bispado, onde ingressou no seminário, numa época de reformas, empreendidas principalmente por Dom  João da Purificação Marques Perdigão OSA, bispo de Olinda, e por Dom Romualdo Antônio Seixas, arcebispo da Bahia. Este espírito reformador marcou muito a personalidade do seminarista Lino. 

## Presbiterado
Foi ordenado por João da Purificação Marques Perdigão OSA. Após a ordenação, foi nomeado pároco de Russas, onde também lecionou. Foi secretário do bispo do Ceará e deputado provincial, pelo Partido Conservador, em 1856.

## Episcopado
Tendo sido escolhido bispo de São Paulo por Dom Pedro II, Imperador de Brasil; a 21 de maio de 1871, aos 44 anos, e  foi confirmado, por breve do Papa Pio IX, em 29 de julho de 1872.
Foi sagrado bispo, em São Paulo, no dia 9 de março de 1873, sendo sagrante principal Dom Luís Antônio dos Santos, então bispo do Ceará e depois arcebispo da Bahia.
Tendo a saúde debilitada, solicitou a Roma um bispo auxiliar, no que foi atendido em 26 de agosto de 1892, com a nomeação de Dom Arcoverde.
Dom Lino foi bispo de São Paulo até 19 de agosto de 1894, quando veio a falecer, em Aparecida, aos sessenta e sete anos, durante uma Visita Pastoral.

## Brasão
- Descrição: Escudo eclesiástico. Em campo de blau um cálice de jalde e, em chefe, uma estrela de cinco pontas do mesmo, tendo, à dextra e à senestra, dois ramos de carvalho de sinopla. O escudo está assente em tarja branca. O conjunto pousado sobre uma cruz trevolada de ouro, entre uma mitra de prata adornada de ouro, à dextra, e de um báculo do mesmo, à senestra, para onde se acha voltado. O todo encimado pelo chapéu eclesiástico com seus cordões em cada flanco, terminados por seis borlas cada um, tudo de verde. Brocante sob a ponta da cruz um listel de blau com a legenda: IN OMNIBVS CARITAS, em letras de jalde.
- Interpretação: O escudo obedece às regras heráldicas para os eclesiásticos. O campo azul é retirado das armas familiares do bispo – Carvalhos – bem como a estrela, que foi modificada de oito para cinco raios. O campo de blau (azul) representa o manto de Maria Santíssima e, heraldicamente, significa: justiça, serenidade, fortaleza, boa fama e nobreza. A Estrela lembra a Virgem Maria, “Estrela da Manhã” e ”Aurora da Salvação” e, pelo seu metal jalde (ouro) simboliza: nobreza, autoridade, premência, generosidade, ardor e descortínio. O Cálice lembra o santo sacrifício da missa, no qual o vinho  é transubstanciado no sangue de Nosso Senhor Jesus Cristo e o seu metal jalde (ouro) temo significado acima descrito. Por fim, os ramos de carvalho lembram o nome de família do bispo e seu ânimo forte para governar a diocese, sendo de sinopla (verde) representam: esperança, liberdade, abundância, cortesia e amizade. O lema: “Em tudo a caridade”, foi tirado da máxima de Santo Agostinho: "In necessariis unitas, in dubiis libertas, in omnibus caritas” ( No imprescindível, unidade;na dúvida, a liberdade; em tudo, a caridade).

## Atividade e contribuições
Dom Lino Deodato de Carvalho tomou posse em 6 de janeiro de 1873, por seu procurador o cônego Doutor Joaquim Manuel Gonçalves de Andrade, assumindo pessoalmente a 29 de junho do mesmo ano. Ele foi o último bispo de São Paulo   indicado pelo imperador, posto que foi durante o seu governo que foi proclamada a república no Brasil, havendo a conseqüente separação entre a Igreja e o Estado. Reformou a diocese, começando pelo seminário, trocando a direção, que até então era dos frades capuchinhos de Saboia, e passando-a ao padre João Evangelista Braga.
Em 1888 convocou um sínodo diocesano, insistiu na necessidade da boa formação do clero celibatário, na fidelidade doutrinária e na submissão total ao Romano Pontífice. Exigiu dos párocos a residência, de facto, em suas paróquias. Fomentou a catequese e criou trinta e oito novas paróquias. Instituiu a província do Paraná, com vigários gerais forenses sediados em Curitiba. Dom Lino sediou, em São Paulo a Conferência do Episcopado brasileiro de 1890. Em 28 de novembro de 1893, criou a paróquia de Aparecida, retirada do território de Guaratinguetá, e também concedeu à sua matriz o título de Santuário Episcopal. Com a imigração italiana, Dom Lino procurou seguir as orientações do Papa Leão XIII para o trato dos imigrantes. Dom Lino recebeu muitos padres estrangeiros, sendo que a maioria dos seculares eram italianos. Também recebeu o clero religioso, destacando-se os salesianos e escalabrinianos. Porém, nenhum dos padres italianos foi admitido ao cabido e no seminário.
Empreendeu, com diligência, suas Vistas Pastorais, tendo atenção extrema para com os Livros do Tombo. Escreveu vinte e uma Cartas Pastorais e numerosas cartas circulares. Soube conduzir a Igreja de São Paulo na difícil transição do império para a república. Teve sucesso na sua reforma da diocese, conseguindo aproximá-la do modelo romano desejado e mudando a mentalidade do clero.

## Ordenações episcopais
Dom Lino foi o principal sagrante dos seguintes bispos:
- Antônio Cândido de Alvarenga (1878)
- José Pereira da Silva Barros (1881)
- Joaquim José Vieira (1883)
- Manuel dos Santos Pereira (1890)